# David Buttolph
James David Buttolph Jr. (* 3. August 1902 in New York City; † 1. Januar 1983 in Poway, Kalifornien) war ein US-amerikanischer Komponist.

## Leben
James David Buttolph Jr. studierte Klaviermusik an der Juilliard School in seiner Heimatstadt New York, nebenher bestritt er als Songwriter und Klavierbegleiter seinen Lebensunterhalt. Ab 1923 lebte er in Deutschland und Österreich, wo er bei Clemens Krauss in Wien und Hugo Röhr in München studierte. In dieser Zeit beschäftigte er sich besonders mit Opernmusik, spielte aber auch in einer Jazzband. 1927 kehrte er in die Vereinigten Staaten zurück, wo er in der Folgezeit unter anderem als Musikdirektor bei dem von NBC betriebenen Radiosender WGY arbeitete.
1933 debütierte Buttolph mit der Komödie Mr. Skitch und dem Western Smoky als Filmkomponist. Er begann hauptsächlich in diesem Bereich zu arbeiten und war lange Jahre für das Studio 20th Century Fox tätig, arbeitete aber auch gelegentlich für andere Studios. Bei Fox arbeitete er im Komponistenteam von Alfred Newman, stand aber auch etwas in dessen Schatten. So komponierte Buttolph oft für Filme, bei denen kein auffälliger Soundtrack gefragt war, und wurde dementsprechend auch nie für einen Oscar nominiert. Er komponierte für praktisch alle Genres. Später war Buttolph bis 1951 bei Warner Brothers beschäftigt.
In den 1950er-Jahren begann Buttolph auch für das Fernsehen zu arbeiten und schuf eines seiner bekanntesten Stücke mit der Titelmusik zur Westernserie Maverick (1957–1962) mit James Garner. Eine seiner bekanntesten Filmmusiken schrieb Buttolph für den 1959 erschienenen John-Ford-Western Der letzte Befehl (The Horse Soldiers) mit John Wayne und William Holden in den Hauptrollen. In seiner bis 1963 andauernden Karriere war er in Funktionen als Komponist und Arrangeur an der Musik für über 300 Fernseh- und Filmproduktionen beteiligt. Ihren Ruhestand verbrachten Buttolph und seine Frau mit ausgedehnten Reisen durch Europa und Asien, er starb am Neujahrstag 1983 im Alter von 80 Jahren.

## Filmografie (Auswahl)

### Filme
- 1933: Mr. Skitch
- 1933: Smoky
- 1934: Mörder in Trinidad (Murder in Trinidad)
- 1934: Das Leben geht weiter (The World Moves On)
- 1934: Shirley’s großes Spiel (Baby, Take a Bow)
- 1934: Skandale 1935 (George White's Scandals)
- 1934: Abenteuer in Borneo (Pursued)
- 1935: Der FBI-Agent (‘G’ Men)
- 1935: Zeig’ kein Erbarmen! (Show Them No Mercy!)
- 1936: One in a Million
- 1936: Sonnenmädel (Dimples)
- 1936: Der springende Punkt (Pigskin Parade)
- 1936: Signale nach London (Lloyd’s of London)
- 1937: Heidi
- 1937: Im siebenten Himmel (Seventh Heaven)
- 1938: Mr. Moto und der Wettbetrug (Mr. Moto’s Gamble)
- 1939: Fräulein Winnetou (Susannah of the Mounties)
- 1939: Swanee River
- 1940: Lillian Russell
- 1940: Rache für Jesse James (The Return of Frank James)
- 1940: Im Zeichen des Zorro (The Mark of Zorro)
- 1941: Tabakstraße (Tobacco Road)
- 1941: Schrecken der Kompanie (Great Guns)
- 1941: Überfall der Ogalalla (Western Union)
- 1941: In den Sümpfen (Swamp Water)
- 1942: Nacht im Hafen (Moontide)
- 1942: Die Narbenhand (This Gun for Hire)
- 1942: Der Draufgänger von Boston (In Old California)
- 1942: Wake Island
- 1942: Die Geheimagenten (A-Haunting We Will Go)
- 1943: Guadalkanal – die Hölle im Pazifik (Guadalcanal Diary)
- 1943: Korvette K 225 (Corvette K-225)
- 1943: Crash Dive
- 1944: The Fighting Lady
- 1944: The Hitler Gang
- 1944: Buffalo Bill, der weiße Indianer (Buffalo Bill)
- 1944: Der große Knall (The Big Noise)
- 1945: Das Haus in der 92. Straße (The House on 92nd Street)
- 1945: Die Stierkämpfer (The Bullfighters)
- 1945: Dolly Sisters
- 1946: Shock
- 1946: Irgendwo in der Nacht (Somewhere in the Night)
- 1946: Sinfonie in Swing (Do You Love Me)
- 1946: 13 Rue Madeleine
- 1947: Der Todeskuß (Kiss of Death)
- 1947: Bumerang (Boomerang!)
- 1947: Eine Welt zu Füßen (The Foxes of Harrow)
- 1947: Karneval in Costa Rica (Carnival in Costa Rica)
- 1948: Bill and Coo
- 1948: Die Braut des Monats (June Bride)
- 1948: Cocktail für eine Leiche (Rope)
- 1948: Straße ohne Namen (The Street with No Name)
- 1949: Entscheidung am Fluß (Roseanna McCoy)
- 1949: Vogelfrei (Colorado Territory)
- 1949: Stern vom Broadway (Look for the Silver Lining)
- 1949: Tritt ab, wenn sie lachen (Always Leave Them Laughing)
- 1949: Venus am Strand (The Girl from Jones Beach)
- 1950: Des Teufels Pilot (Chain Lightning)
- 1950: Menschen ohne Seele (Union Station)
- 1950: Montana
- 1950: Frauengeheimnis (Three Secrets)
- 1950: Fahr zur Hölle (Return of the Frontiersman)
- 1951: Der Revolvermann (The Redhead and the Cowboy)
- 1951: Der Tiger (The Enforcer)
- 1951: U-Kreuzer Tigerhai (Submarine Command)
- 1951: Den Hals in der Schlinge (Along the Great Divide)
- 1951: Das letzte Fort (Fort Worth)
- 1951: Frauenraub in Marokko (Ten Tall Men)
- 1952: Mann gegen Mann (Lone Star)
- 1952: Sabotage (Carson City)
- 1952: Gauner mit weißer Weste (Stop, Your’re Killing Me)
- 1952: Verkauft und verraten (The Sellout)
- 1952: This Woman is Dangerous
- 1953: Das Kabinett des Professor Bondi (House of Wax)
- 1953: Zurück am Broadway (She’s Back on Broadway)
- 1953: Panik in New York (The Beast From 20,000 Fathoms)
- 1954: Das Geheimnis der Inkas (Secret of the Incas)
- 1954: Der Schatz der Korsaren (Long John Silver)
- 1955: Die Hölle von Dien Bien Phu (Jump into Hell)
- 1955: Es geschah in einer Nacht (Pete Kelly's Blues)
- 1956: Der weiße Reiter (The Lone Ranger)
- 1957: Herrscher über weites Land (The Big Land)
- 1959: Der letzte Befehl (The Horse Soldiers)
- 1959: Messer an der Kehle (Westbound)
- 1960: Er kam, sah und siegte (Guns of the Timberland)
- 1963: Die rauhen Reiter von Texas (The Raiders)
- 1963: Patrouillenboot PT 109 (PT 109)

### Fernsehserien
- 1957–1962: Maverick (125 Folgen, Thema)
- 1959–1961: Am Fuß der blauen Berge (Laramie, 5 Folgen)
- 1963: Die Leute von der Shiloh Ranch (The Virginian, 3 Folgen)